# Mycena adscendens
Mycena adscendens é uma espécie de cogumelo da família Mycenaceae. O fungo produz pequenos corpos de frutificação brancos com chapéus de até 7,5 mm de diâmetro que parecem ter sido polvilhados com açúcar granulado. Eles são sustentados por um tronco fino, oco, de até 2 cm de comprimento e com uma base em formato de disco. Na natureza, pode ser encontrado nos Estados Unidos, onde foi achado entre os estados de Washington e Califórnia, além da Europa e Turquia. Os corpos de frutificação crescem em galhos caídos e outros detritos de madeira no chão da floresta, incluindo avelãs caídos. A variedade carpophila é conhecida do Japão. Existem várias espécies de cor branca do gênero Mycena com aparência semelhantes ao M. adscendens.

## Taxonomia
A espécie, originalmente batizada de Agaricus adscendens por Wilhelm Gottfried Lasch, em 1829, foi coletada pela primeira vez na província de Brandemburgo, no que era o então Reino da Prússia (atual Alemanha). Foi o micologista holandês Maas Geesteranus que, numa publicação de 1981, deu ao cogumelo seu nome científico atual. De acordo com ele, o Agaricus tenerrimus, identificado por Miles Berkeley em 1836, se trata na verdade da mesma espécie que M. adscendens, bem como os sinônimos posteriores deste basônimo: Mycena tenerrima, publicado por Lucien Quélet em 1872; Prunulus tenerrimus por William Alphonso Murrill em 1916; e Pseudomycena tenerrima de Karel Cejp em 1930. Embora o Index Fungorum concorde com a sinonímia de Pseudomycena tenerrima, outras autoridades consideram a espécie como independente. Um outro sinônimo adicional é Agaricus (Mycena) farinellus, descrito por Johann Feltgen em 1906 e encontrado em Luxemburgo.
A variedade M. adscendens var. carpophila, publicada por Dennis Desjardin, em 1995, foi originalmente proposta como M. tenerrima var. carpophila por Jakob Emanuel Lange em 1914.
Mycena adscendens é a espécie-tipo da seção Sacchariferae do gênero Mycena, que contém espécies brancas com píleos flocosos (cobertos com tufos de "pêlos" lanosos macios). Outros membros desta seção incluem M. floccifera, M. discopus, e M. nucicola. Nos países de língua inglesa o cogumelo é popularmente conhecido como "frosty bonnet". O epíteto específico adscendens é uma palavra derivada do latim e significa "ascendente" ou "curva-se para cima a partir de uma base prostrada". Já tenerrima deriva do latim tener, significando "macio" ou "delicado".

## Descrição

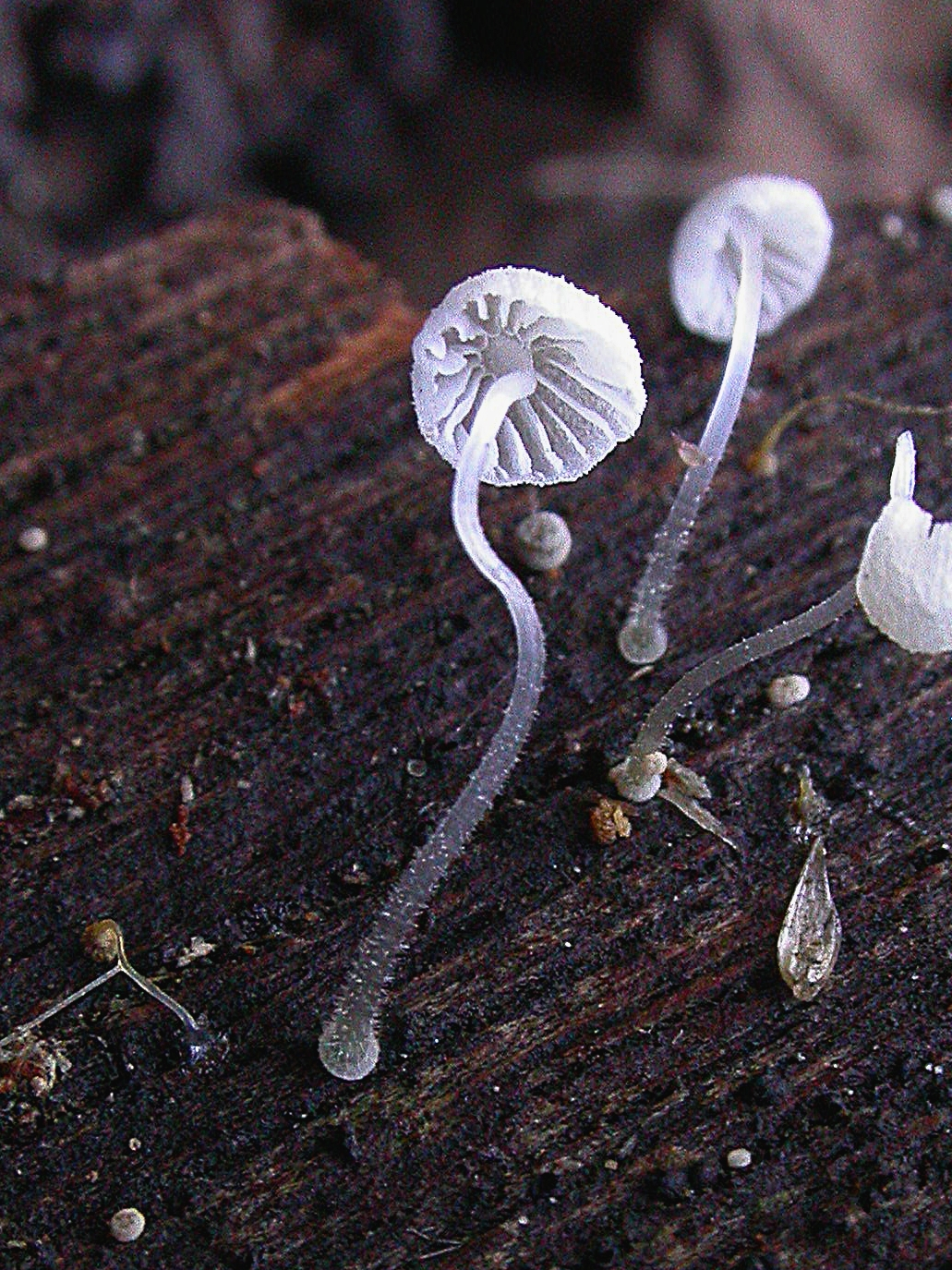
As lamelas são bastante espaçadas

O píleo (o "chapéu" do cogumelo) é branco e pequeno, com um diâmetro tipicamente que varia de 2,5 a 7,5 milímetros. Inicialmente convexo ou em forma de capuz, ele se achata quando maduro, desenvolvendo ranhuras na superfície visível que correspondem às lamelas debaixo do chapéu; a superfície pode também ser coberta com partículas cintilantes, remanescentes do véu parcial. O píleo é cinza pálido com uma margem esbranquiçada, quando jovem, mas logo fica todo branco. A carne é membranosa, frágil e fina (inferior a 0,5 mm). As lamelas são livres de fixação ou estreitamente ligadas (adnexas) à estipe. Elas medem até 0,5 mm de largura, bastante espaçadas entre si (normalmente em número de 7 a 12), e, por vezes, aderindo umas às outras para formar uma pequena "gola" (um pseudocolário) em torno da estipe. São brancas e translúcidas durante seu desenvolvimento, com uma borda de franjas brancas. A estipe é oca e mede de 0,5 a 2 cm de comprimento, sendo geralmente curva e filiforme. A parte inferior da estipe é ampliada como se fosse uma ampola, que é inicialmente quase esférica. A base do tronco tem o formato de disco pequeno, branco, e com "pêlos" que se ligam ao substrato. A comestibilidade do cogumelo é desconhecida, mas, tal como muitos outros pequenos cogumelos Mycena, eles são insubstanciais e não susceptíveis de serem considerados adequados para consumo.
A variedade carpophila é caracterizada pelo seu pequeno chapéu branco de até 1 mm de diâmetro, e os caulocistídios (cistídios encontrados na estipe) têm formato cônico estreitado.

### Características microscópicas
O cogumelo produz uma impressão de esporos, uma técnica usada na identificação de fungos, de cor branca. Os esporos são amplamente elipsoides, amiloides, e têm dimensões de 8 a 10 por 5 a 6,5 µm. Os basídios (células que carregam esporos) possuem dois esporos cada, têm secção transversal em forma de trevo e medem 14 a 17 por 7 a 9 µm. Os pleurocistídios (cistídios das faces das lamelas) podem estar presentes ou ausentes. Quando presentes, eles são semelhantes aos queilocistídios (cistídios nas bordas das lamelas). Os queilocistídios são abundantes e medem 28 a 44 por 8 a 12 µm. Eles são variáveis na forma, muitas vezes fusoide-ventricosos (na forma de fuso com um centro inchado) ou com 2 a 3 projeções puntiformes surgindo do ápice; as projeções são por vezes bifurcadas. As partes inchadas do queilocistídio são cobertas por protuberâncias curtas em forma de bastão ou verrugas. A carne das lamelas é vinácea a marrom quando corada com iodo. A carne do píleo é constituída por células muito alargadas, com a superfície coberta por células quase globulares ou em forma de trevo que medem 25 a 40 por cerca de 20 µm. Suas paredes são ligeiramente verrucosas (coberta com pequenas verrugas), e todas as células, exceto as verrucosas, ficam marrom-vináceas em contato com iodo. As fíbulas são abundantes na hifas.

## Espécies semelhantes

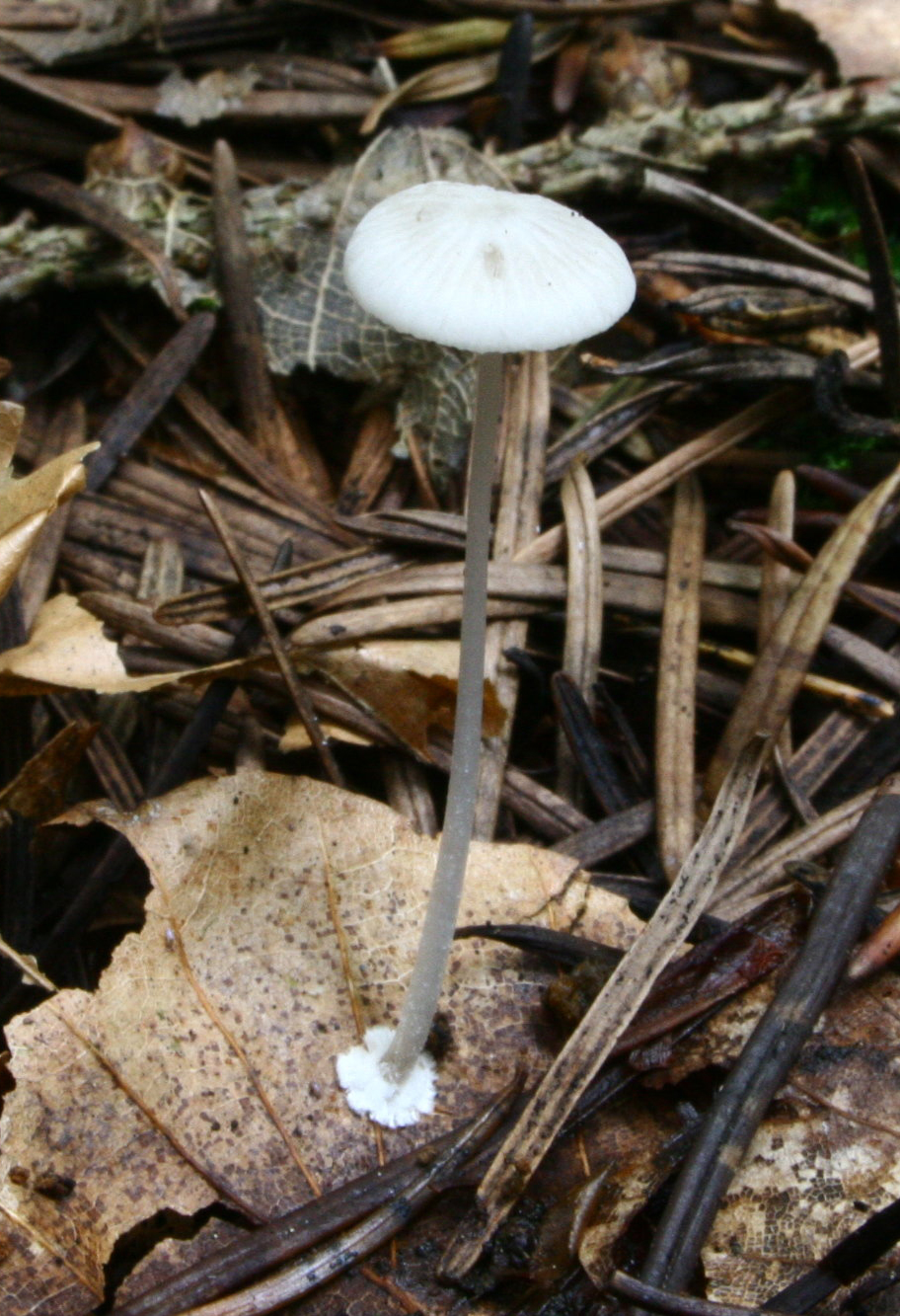
Mycena stylobates é uma espécie bastante parecida

Outros cogumelos do gênero Mycena que se assemelham a M. adscendens incluem M. alphitophora e M. stylobates. O primeiro se diferencia do M. adscendens por não ter a base de tronco inchada ou em forma de disco, e o último  pelo seu corpo de frutificação maior e mais resistente, além da falta de grânulos no chapéu. Uma espécie japonesa pouco conhecida, M. cryptomeriicola, é semelhante a M. adscendens, mas tem esporos não-amiloides e carece de fíbulas. M. nucicola é mais confiantemente distinguida de M. adscendens pelas características microscópicas: M. nucicola tem basídios com quatro esporos cada, fíbulas são raras nas hifas do tecido das lamelas, e os esporos são menos largos (tipicamente com 4,2 a 5 µm). A espécie finlandesa M. occulta cresce sobre galhos caídos de espruces-da-Noruega e pinheiros-da-escócia. Difere de M. adscendens por suas lamelas não formarem um pseudocolário, por não ter fíbulas nas hifas e nas células do himênio, e porque as células terminais da cutícula do píleo são densamente cobertas com protuberâncias.

## Habitat e distribuição
Os corpos de frutificação de Mycena adscendens são encontrados espalhados ou agrupados em pares ou trios crescendo sobre galhos, cascas e restos de madeira caídos de árvores durante a primavera e outono. Frutifica com menor frequência na madeira de coníferas. Os cogumelos são mais comuns após períodos de tempo úmido. Eles também são encontrados crescendo em avelãs que caíram no chão; duas outras espécies Mycena que também crescem sobre este substrato são M. discopus e M. nucicola. Nos Estados Unidos, sua área de distribuição vai do estado de Washington até a Califórnia. É também encontrado na Europa, e foi coletado na província de Amásia, na Turquia. A variedade carpophila, originalmente descrita da Dinamarca, foi encontrada no Japão em 2003.